# Theodor von Bernhardi
Felix Theodor Bernhardi, à partir de 1873 von Bernhardi (né le 6 novembre 1802 à Berlin et mort le 12 février 1885 à Schöpstal-Kunnersdorf) est un diplomate et historien prussien.

## Jeunesse
Bernhardi est le fils d'August Ferdinand Bernhardi et de Sophie Tieck, la sœur de Ludwig Tieck. Il passe son enfance à Rome, Vienne et Munich, où sa mère, divorcée de son père, vit avec son beau-père Karl Gregor von Knorring (1769-1837). Après l'invasion de la Russie par Napoléon en 1812, lui et sa famille s'installent dans son domaine en Estonie. Pour Bernhardi, il a prévu une carrière diplomatique en Russie, même s'il est plus enclin à la Prusse et veut rejoindre l'armée. De 1820 à 1823, il étudie l'histoire, les sciences politiques, les mathématiques et les langues modernes à l'université de Heidelberg. Selon son fils, cependant, il est un autodidacte qui, comme il est de coutume dans le cercle des romantiques, étend son éducation au cours de longs voyages durant lesquels il fait la connaissance de Johann Wolfgang von Goethe et celle du roi de Bavière à la cour de Bade. En 1824, il étudie à Paris puis se rend à Milan, où il étudie la littérature et la langue espagnole et italienne ainsi que l'histoire de l'art, et d'où il ne revient à Berlin qu'en 1834. Entre-temps, sa situation économique s'est considérablement détériorée et il doit chercher un emploi. Il it avec son oncle Friedrich Tieck, rédige un mémorandum sur les relations de la Russie avec la Pologne et, sur les conseils de son beau-père, se rend à Saint-Pétersbourg en 1834 après la mort de sa mère à Reval en 1833.

## Séjour à Saint-Pétersbourg
Il trouva un emploi dans la chancellerie du tsar puis dans l'héraldique impériale et écrit pour le Journal de Saint-Pétersbourg et établit des liens avec les savants locaux. Avec un travail de science politique (tentative et critique des raisons ..) il veut être admis à l'académie, mais cela est empêché par influence. Il écrit également des ouvrages inédits sur l'héraldique et la "préhistoire" allemande. En 1846, il épouse la fille aînée de l'amiral Johann Adam von Krusenstern et s'installe en Prusse en 1851 après la mort de sa belle-famille.

## Déménagement en Prusse
Il achète un domaine à Kunnersdorf, en province de Silésie. Il y écrit l'histoire du général russe von Toll (une histoire des guerres napoléoniennes) et une histoire russe. Il commence également une activité politique et établit des relations avec de hauts responsables militaires (Moltke, von Roon), des universitaires (Treitschke, Droysen) et dans les cercles aristocratiques jusqu'au futur empereur Frédéric III et plus tard Guillaume II. Les mémorandums de réforme de l'armée renforcent la bonne impression qu'il a faite dans les milieux militaires. Il est allé à Londres pour rencontrer le duc Friedrich von Augustenburg en 1862/1864, mais se tourne ensuite vers la politique prussienne et établit des relations avec Bismarck via Moltke et Roon. Pour la Prusse, il se rend au Conseil de la légation prussienne en 1865, pendant la guerre de 1866 en tant que reporter politique en Italie, où il tentz en vain de transformer Alfonso La Marmora en une guerre plus réussie qui sert sérieusement les intérêts prussiens. Puis il déployé le 19 mai 1867 en Italie en tant qu'attaché militaire prussien. Il y remplace l'attaché titulaire Armand von Lucadou (de). Même après la guerre, il reste à Florence jusqu'en novembre 1868. Son successeur comme attaché militaire est Arthur von Lattré (de). De l'Italie, il est ensuite commandé en Espagne de 1869 à 1871. Ici aussi, il occupe le poste de représentant militaire. Ce domaine de responsabilité est complété à partir de juin 1870 par la nomination du poste d'attaché militaire au Portugal. Après sa dernière audience le 17 mai 1871, en Espagne, il se consacre entièrement à ses travaux scientifiques. Il écrit sur son histoire russe, un livre Frédéric le Grand en général, Souvenirs de voyage en Espagne et des essais publiés sous forme d'écrits mixtes. Le 1er mars 1873, il est élevé à la noblesse prussienne à Berlin,. Après une courte maladie, le veuf décède dans son domaine en 1885.
En tant qu'historien, il est particulièrement influencé par Friedrich Christoph Schlosser.
L'écrivain Wilhelm Bernhardi (1800-1878) est son frère, le général et historien militaire Friedrich von Bernhardi, qui publie également ses mémoires et écrit l'article à son sujet dans l'Allgemeine Deutsche Biographie, est son fils.

## Travaux
- Versuch einer Kritik der Gründe, die für großes und kleines Grundeigentum angeführt werden. Petersburg 1849
- Der französische Adel in seinem Verhältniss zur Revolution und zur Fusion. Wigand Verlag, Leipzig 1856.
- Reform der Heeresverfassung. Eine Denkschrift. Druck von Trowitzsch und Sohn, Berlin 1860.
- Bemerkungen zu dem Bericht der Militair-Commission des Abgeordneten-Hauses die Reform der Heeresverfassung betreffend. Hirzel Verlag, Leipzig 1861
- Herausgeber: Denkwürdigkeiten aus dem Leben des russischen Generals Karl Wilhelm von Toll 2. Aufl., Leipzig 1865–66, 4 Bde.
- Volksmährchen und epische Dichtung. Ein Vortrag. Hirzel Verlag, Leipzig 1871
- Aus der russischen Literatur: Der Dichter Krylow und seine Fabeln. In: Preußische Jahrbücher Nr. 38, 1876, S. 463ff.
- Aus dem Krimkrieg. Erinnerungen eines russischen Artillerieoffiziers. In: Preußische Jahrbücher Nr. 39, 1877, S. 571ff.
- Chateaubriand. In: Preußische Jahrbücher Nr. 40, 1877, S. 573ff.
- Napoleon I. Politik in Spanien. In: Historische Zeitschrift Nr. 40, 1878 S. 471ff.
- Geschichte Russlands und der europäischen Politik in den Jahren 1814-31 (das. 1863–77, Bd. 1–3) (unvollendet geblieben, sie geht nur bis 1822);
- Vermischte Schriften. Berlin 1879, 2 Bd.
- Friedrich der Große als Feldherr. Band 1 und 2, Mittler Verlag, Berlin 1881
- Reise-Erinnerungen aus Spanien. Blätter aus einem Tagebuche. Hertz Verlag, Leipzig 1886
- Seine Tagebuchaufzeichnungen Aus dem Leben Theodor von Bernhardis erschienen postum, 9. Bände, Leipzig 1893–1906